# Kotka Peli-Karhut
Le Kotka Peli-Karhut, ou PeKa est un club féminin finlandais de basket-ball évoluant en première division, le plus haut niveau du championnat finlandais. 
Le club est basé dans l'Arène Steveco de la ville de Kotka. 

## Palmarès
- Champion de Finlande : 2007, 2008
- Vainqueur de la Coupe de Finlande : 2005

## Entraîneurs successifs
- Depuis ? :  Seppo Kurki

## Joueuses célèbres ou marquantes
- Awak Kuier